# 飞鹅村
飞鹅村是中华人民共和国广东省广州市从化区太平镇所辖的一个行政村。村委会设在塱边，位于太平圩南面约5.5千米。本地附近有一座山，其形态似天鹅展翅起飞，故在1951年将此地定名为飞鹅乡。1958年人民公社化时设大队，取名为飞鹅大队。1983年12月改称乡，1987年1月改称村。辖12条自然村（塱边、松柏里、谢岗、沙元埔、陈塘、山口、乌坭塘、婆沙庄、云水庄、水井口、禾塘岭、张旱庄）。1998年时，全村共有645户，人口3045人。